# Guerre de 1863
La guerre de 1863 (en espagnol : Guerra de 1863) a été un conflit entre le Salvador et le Guatemala du 23 février 1863 au 26 octobre 1863.
Le président guatémaltèque de l'époque, Rafael Carrera, voulait renverser le président salvadorien Gerardo Barrios, citant ses attaques contre l'Église catholique au Salvador pendant sa présidence comme justification. G. Barrios a été renversé le 26 octobre 1863 et remplacé par un politicien conservateur, Francisco Dueñas, mettant fin à la guerre.

## Contexte
Le 12 mars 1859, le général Gerardo Barrios renversa le président salvadorien José María Peralta et se déclara président du Salvador. Le coup d'État et l'ascension du général Barrios au pouvoir ont poussé de nombreux politiciens conservateurs à fuir au Guatemala pour se mettre en sécurité.

### Rivalité Barrios-Carrera
Le président guatémaltèque Rafael Carrera était un politicien conservateur tandis que G. Barrios était un politicien libéral. Tous deux gouvernaient en tant que dictateurs de leurs pays respectifs. Barrios a adopté une législation anticléricale au Salvador pour diminuer le pouvoir et l'influence de l'Église catholique tandis que Carrera a conclu des accords avec l'Église pour étendre son influence et maintenir ses privilèges.
Carrera a d'abord soutenu Barrios en pensant qu'un dirigeant fort au Salvador serait dans son meilleur intérêt, visitant même San Salvador de décembre 1860 à janvier 1861 pour améliorer les relations. Cependant, dans les années suivantes, Barrios a commencé à attaquer Carrera en le qualifiant de "sauvage" tandis que les journaux guatémaltèques ont attaqué "la boiterie et la pomposité de Barrios". Les Guatémaltèques ont ensuite qualifié la guerre de "guerre pour la religion" alors qu'il s'agissait en réalité d'une guerre politique et idéologique. Les évêques salvadoriens ont cependant soutenu les Guatémaltèques dans le conflit, tout comme les conservateurs salvadoriens.

## Guerre

### Bataille de Coatepeque
En 1862, Carrera a commencé des plans pour renverser Barrios et installer un conservateur au pouvoir, en tant que président. Le 13 février 1863, Carrera envahit le Salvador,. Il a pris le contrôle des colonies d'Ahuachapán, Chalchuapa et Santa Ana, établissant plus tard un quartier général à Jesús de los Milagros de Coatepeque'.
Le 22 février, les Salvadoriens, menés par Barrios, se retranchent dans la ville de Coatepeque et se préparent au combat. Après deux jours de bataille, les Salvadoriens gagnent et forcent les Guatémaltèques se rendre.

### Siège de San Salvador
Après sa défaite initiale, Carrera a envahi le Salvador une seconde fois le 19 juin 1863,,. Pendant l'invasion, de nombreux Salvadoriens ont déserté et ont refusé de prendre part à la guerre ou ont rejoint les Guatémaltèques, notamment le général Santiago González qui a servi sous Barrios pendant la bataille de Coatepeque. Les politiciens conservateurs salvadoriens, tels que Francisco Dueñas, ont également soutenu les Guatémaltèques.
Le 30 septembre, le siège de la capitale salvadorienne, San Salvador est entamé,. Carrera a ordonné un cessez-le-feu pour permettre à San Salvador pour se soumettre, et après un mois de siège, la capitale tombe le 26 octobre. Barrios a fui la ville et est allé à l'est à San Miguel, après quoi Dueñas a été déclaré président du Salvador,. La chute de San Salvador a marqué la fin de la guerre.

## Conséquences
Carrera est mort le 14 avril 1865. Barrios s'est enfui pour s'exiler au Nicaragua mais il a été arrêté le 27 juillet 1865 et extradé vers le Salvador. Il a été jugé en cour martiale le 10 août et condamné à mort le 28 août. Barrios a été exécuté par un peloton d'exécution le 29 août 1865.

## Remarques
Santiago Gonzalez a initialement soutenu le président Gerardo Barrios et a servi sous ses ordres pendant la bataille de Coatepeque, mais a déserté et rejoint Carrera en juin 1863.